# Agnieszka Polska
Agnieszka Polska (ur. 1985 w Lublinie) – polska artystka tworząca wideo, filmy animowane, filmy fabularne oraz fotografie.
Mieszka i pracuje w Berlinie.
W latach 2004–2005 studiowała na wydziale artystycznym UMCS w Lublinie, później na wydziale Grafiki krakowskiej ASP w pracowni fotografii Agaty Pankiewicz, interdyscyplinarnej Grzegorza Sztwiertni i Zbigniewa Sałaja a następnie w pracowni Hito Steyerl na Universität der Künste w Berlinie.

## Twórczość
Pierwsze prace Agnieszki Polskiej były oparte w dużej mierze na znalezionym wcześniej materiale, takim jak archiwalne ilustracje fotografie, które artystka poddawała zmianom, nadając im przez to nowy kontekst. Na podobnym motywie powstały: Ćwiczenia korekcyjne (2008), Kalendarz (2008), Śmierć króla (2009). Z czasem podobnym zabiegom poddawała prace innych artystów (Robert Morris, Robert Smithson, Walter De Maria, Wolf Vostell, Włodzimierz Borowski) lub dokumentacje ich twórczości wykorzystując lub tworząc zupełnie nowe konteksty i narracje.
Po okresie cytatów i przetwarzania sztuki Agnieszka Polska przekształciła swoje realizacje w formę instalacji wideo. Najczęściej występuje w nich animowana głowa w różnej postaci (np. słońce, czy księżyc z animowanymi oczami i ustami) lub same usta, które przedstawiają nam treść danej pracy. Figury te występują sięgając po różne formy narracji, cytatu lub poezji. Mimo, że prace te dotykają wielu tematów, to zawsze oscylują wokół kondycji społecznej czy psychicznej współczesnego artystce świata/pokolenia – jego lęków, frustracji i bezsilności. Poruszając tematy polityczne (m.in. katastrofy ekologicznej czy wzrostu nastrojów nacjonalistycznych), jej prace nie niosą ze sobą jednoznacznego przekazu politycznego – deklaracji czy sugestii zmian.
W 2012 roku wyreżyserowała pierwszy autorski film fabularny: Włosy o parze pary hipisów w latach 70., którzy wyruszają na poszukiwania mitycznej komuny w Indiach. A w 2013 za fundusze z Nagrody Filmowej Polskiego Instytutu Sztuki Filmowej i Muzeum Sztuki Nowoczesnej w Warszawie nakręciła drugi film: Hura. Wciąż Żyjemy!. W 2023 roku miała premierę jej pierwsza sztuka teatralna The Talking Car, którą sama reżyserowała w ramach BoCA – Biennial of Contemporary Arts w Lizbonie.

## Filmy i spektakle
- 2012 – Włosy
- 2013 – Hura. Wciąż Żyjemy!
- 2014 – Future Days
- 2014 – How The Work Is Done
- 2017 – Hurra!
- 2023 – The Talking Car (spektakl)

## Nagrody
- 2017 – Preis der Nationalgalerie[6]
- 2013 – Nagroda Filmowa Polskiego Instytutu Sztuki Filmowej i Muzeum Sztuki Nowoczesnej w Warszawie, we współpracy ze Szkołą Wajdy[7]
- 2011 – Grand Prix 10. Konkursu im. Eugeniusza Gepperta[2]

## Wybrane wystawy indywidualne
- 2021 – Plan Tysiącletni, Muzeum Sztuki Nowoczesnej w Warszawie, Warszawa
- 2021 – The New Sun, Heide Museum, Melbourne
- 2020 – Perfect Lives, Union Pacific, Londyn[8]
- 2020 – The Demon's Brain, Gdańska Galeria Güntera Grassa, Gdańsk
- 2020 – Love Bite, Frye Art Museum, Seattle[9]
- 2019 – Voices, Birds, Stone Tools, Georg Kargl BOX, Wiedeń[4]
- 2019 – The Happiest Thought, IDFA Institute, Amsterdam[10]
- 2018 – Geppert – Sprawdzam, BWA, Wrocław
- 2018 – I Am the Mouth, Muzej suvremene umjetnosti, Zagrzeb
- 2018 – The Demon’s Brain, Hamburger Bahnhof - Museum für Gegenwart, Berlin[11]
- 2017 – Syrena herbem twym zwodnicza, Muzeum Sztuki Nowoczesnej w Warszawie, Warszawa
- 2016 – Screens Series: Agnieszka Polska, New Museum, Nowy Jork
- 2015 – The Moving Finger: A Performative Lecture with Agnieszka Polska, Museum of Modern Art, Nowy Jork
- 2015 – US The Body of Words, Galeria Żak-Branicka, Berlin
- 2014 – I Am the Mouth, Nottingham Contemporary, Nottingham[12]
- 2013 – Pseudoword Hazards, Salzburger Kunstverein, Salzburg
- 2013 – Nonsense Syllables (w ramach Waiting for Sound and Vision – Artist’s Films and Sound Works), Summerhall, Edynburg
- 2012 – Transfer, PinchukArtCentre, Kijów
- 2012 – Auroryt, Centrum Sztuki Współczesnej Zamek Ujazdowski, Warszawa
- 2012 – Intervention Intervention, Österreichische Galerie Belvedere, Wiedeń
- 2011 – The Gardener's Responsibility, Georg Kargl BOX, Wiedeń
- 2011 – Ogród, BWA, Zielona Góra
- 2010 – Trzy filmy z narracją, Galeria Żak-Branicka, Berlin, oraz Bunkier Sztuki, Kraków
- 2008 – Medical Gymnastics, Galeria Żak-Branicka, Berlin
- 2008 – Kalendarz, Art Agenda Nova, Kraków
- 2007 – 16 rzeczy, które mogłyby się nie znaleźć, Artpol, Kraków

## Wybrane wystawy zbiorowe
- 2020 – Wiek półcienia. Sztuka w czasach planetarnej zmiany, Muzeum Sztuki Nowoczesnej w Warszawie, Warszawa
- 2018 – Prywatne mitologie. Urodziny Marty, Muzeum Współczesne, Wrocław
- 2018 – Athens Biennale, Ateny
- 2017 – Peace, Schirn Kunsthalle,  Frankfurt[13]
- 2017 – Everything Is Getting Better. Unknown Knowns Of Polish (Post)Colonialism, SAVVY Contemporary, Berlin
- 2017 – Ministerstwo Spraw Wewnętrznych. Intymność jako tekst, Muzeum Sztuki Nowoczesnej w Warszawie, Warszawa[14]
- 2016 – The Eighth Climate (What Does Art Do?, 11th Gwangju Biennale, Gwangju[15]
- 2016 – Winter Is Coming (Homage To The Future), Georg Kargl Fine Arts & Georg Kargl Box, Wiedeń
- 2016 – Common Affairs: Revisting The Views Award – Contemporary Art From Poland, Deutsche Bank KunstHalle, Berlin
- 2016 – Laughter and Forgetting, MeetFactory, Praga
- 2016 – De – Mo – Kra – Cja, Galeria Labirynt, Lublin
- 2016 – Shape of Time – Future of Nostalgia, Muzeul Național de Artă Contemporană, Bukareszt
- 2016 – #iwillmedievalfutureyou4, Museum for Contemporary Art, Roskilde
- 2016 – Open Frame Award 2016, goEast Festival of Central and East European Film, Museum Wiesbaden, Wiesbaden
- 2016 – Projections, Film & Video: Spring, 2016, Rhode Island School of Design Museum, Providence
- 2016 – Lost in the Archive, Riga Art Space, Ryga
- 2016 – Suspended Animation, Hirshhorn Museum and Sculpture Garden, Waszyngton
- 2016 – I LOVE YOU, Foundation Art and Science Videoinsight, Turyn
- 2015 – Time Lapse, Kunsthalle Tallinn, Talin
- 2015 – We rather look back to futures past, Lajevardi Collection, Teheran
- 2015 – Untitled, Turbinenhalle, Hennickendorf
- 2015 – The Shadow of the Dome of Pleasure, Artspace, Auckland
- 2015 – Double Feature, Schirn Kunsthalle,  Frankfurt
- 2015 – Sport, Sport, Sport – A Screening Programme of Soviet–Era Cinema and Artist Moving Image, Birkbeck University of London, Londyn
- 2015 – Procedures For The Head / Polish Art Today, National Cultural Centre, Bratysława
- 2014 – Zbrodnia w sztuce, MOCAK, Kraków
- 2014 – Fragile Sense of Hope – Art Collection Telekom, me Collectors Room / Olbricht Foundation, Berlin
- 2014 – Apple. Introduction, Muzeum Sztuki w Łodzi, Łódź
- 2014 – Co widać. Polska sztuka dzisiaj, Muzeum Sztuki Nowoczesnej w Warszawie, Warszawa
- 2014 – Everybody is Nobody for Somebody, Santander Foundation, Madryt
- 2014 – Imagine What You Desire, 19th Biennale of Sydney, Sydney
- 2014 – Still bewegt. Videokunst und alte Meister, Altana Kultur Stiftung, Bad Homburg
- 2014 – Mikroutopie codzienności. Wystawa prac z kolekcji toruńskiego CSW, CSW Znaki Czasu, Toruń
- 2014 – 30th Biennial of Graphic Arts, International Centre of Graphic Arts, Lublana
- 2014 – BRITISH BRITISH POLISH POLISH, Centrum Sztuki Współczesnej Zamek Ujazdowski, Warszawa
- 2014 – The Black Moon, Palais de Tokyo, Paryż
- 2014 – Six Memo’s for the Next…, Bregenzer Kunstverein, Bregencja
- 2013 – Leisure, Discipline and Punishment, na festiwalu Contour 2013, Mechelen
- 2013 – Spojrzenia 2013, Zachęta Narodowa Galeria Sztuki, Warszawa
- 2012 – Sport w sztuce, MOCAK, Kraków
- 2012 – Misplaced, Displaced, Replaced, Rotwand Gallery, Zurych
- 2012 – Grey Peak of the Wave, Harris Lieberman Gallery, Nowy Jork
- 2011 – Based in Berlin, KW Institute for Contemporary Art, Berlin[16]
- 2010 – The Good Old Days – The Aarhus Building, Aarhus
- 2010 – Przeszłość jest obcym Krajem, CSW Znaki Czasu, Toruń
- 2010 – Early  Years – Kunstmuseum Dieselkraftwer, Chociebuż
- 2009 – Alfabet polski_1, BWA Galeria Miejska, Tarnów
- 2009 – Polish Landscape, Contemporary Art. Museum, Mińsk
- 2009 – A!, Galeria Miejska Arsenał, Poznań
- 2009 – Sport dla niewysportowanych, Galeria ZPAF i s-ka, Kraków
- 2009 – Anabasis, Rytuały powrotu do domu, Festiwal Łódź Czterech Kultur, Łódź
- 2009 – Wolność od-zysku, Zachęta Narodowa Galeria Sztuki, Warszawa
- 2008 – Bewegte Stilleben, Brandenburgischre Kunstverein, Poczdam
- 2008 – Nie ma sorry, Muzeum Sztuki Nowoczesnej, Warszawa